# うみたか (ミサイル艇)
うみたか（ローマ字：JS Umitaka, PG-828）は、海上自衛隊のミサイル艇。はやぶさ型ミサイル艇の5番艇。艇名は「海鷹」に由来する。うみたか型駆潜艇「うみたか」に次いで日本の艦艇としては2代目である。本記事は、本艇の艦暦について主に取り扱っているため、性能や装備等の概要についてははやぶさ型ミサイル艇を参照されたい。

## 艦歴
「うみたか」は、平成13年度計画ミサイル艇828号艇として、三菱重工業下関造船所で2002年10月4日に起工され、2003年5月21日に進水、2004年3月24日に就役し、舞鶴地方隊隷下の舞鶴警備隊第2ミサイル艇隊に編入された。
2016年1月26日午後9時頃、下対馬南西120 kmを北東に航行する旅滬型駆逐艦「哈爾浜」、江凱Ⅱ型フリゲート「煙台」、東調型情報収集艦「天狼星」、福清型補給艦「洪澤湖」を発見、監視した。中国艦隊はその後対馬海峡を北上している。
同年10月18日、海上保安庁と合同で、不審船に係る共同対処訓練を実施した。ほかに参加したのは、海上自衛隊から多用途支援艦「ひうち」及びSH-60K哨戒ヘリコプター1機、海上保安庁から巡視船「ほたか」、ボンバル300型航空機1機。情報共有訓練、共同追跡・監視訓練、回転翼機による発着訓練、回転翼機による燃料補給訓練を行った。
2020年3月5日、海上保安庁と合同で、不審船に係る共同対処訓練を実施した。ほかに参加したのは、海上自衛隊からSH-60K哨戒ヘリコプター、海上保安庁から巡視船「きそ」及び「えちぜん」。情報共有訓練、共同追跡・監視訓練、原子力発電所に向かう不審船への対処訓練、発着艦訓練及び給油訓練を行った。
2021年4月6日、海上保安庁と合同で、不審船に係る共同対処訓練を実施した。ほかに参加したのは、海上自衛隊からミサイル護衛艦「あたご」、ゴムボート及びSH-60K哨戒ヘリコプター2機、海上保安庁から巡視船「ほたか」、ボンバル300型航空機1機。訓練では、ゴムボートが不審船役となり美浜原発方向に航行、これをボンバル300及びSH-60Kが発見通報し「うみたか」が追尾、その後「ほたか」に引継ぎを行い、発光・汽笛信号等により停船させた。訓練中一連の流れは映像伝送システムにより海自本省・海保本庁に共有された。またこれら全般を、並走する「あたご」から海自・海保の幹部が視察した。
同年、低視認性塗装（ロービジビリティー Low-visibility 略してロービジとも）へ塗装変更。その内容としては、煙突頂部の汚れを目立たなくするための黒帯の廃止、艦番号及び艦名の灰色化かつ無影化、艦橋上の対空表示（航空機に対し艦番号下2桁を表示するための塗装）の消去。
2022年1月31日に発生した、航空自衛隊飛行教導群（小松基地所在）のF-15DJ（32-8083号機）墜落事故に対し、現地海面で捜索活動に従事。捜索には航空自衛隊のU-125A 救難捜索機、UH-60J 救難ヘリコプター、海上自衛隊のヘリ搭載護衛艦「ひゅうが」、ミサイル護衛艦「みょうこう」、護衛艦「せんだい」、潜水艦救難艦「ちはや」、掃海艇「うくしま」、水中処分母船1号型「YDT-01」、UP-3D 多用機、MCH-101 掃海・輸送ヘリコプター、SH-60K 哨戒ヘリコプター、海上保安庁の巡視船「はくさん」、巡視艇  「かがゆき」、巡視艇「あさぎり」、小松基地と陸上自衛隊金沢駐屯地からそれぞれ派出された地上捜索部隊も参加している。
同年10月12日、舞鶴地方総監部、護衛艦「せとぎり」、回転翼機（SH‐60K）とともに海上保安庁と共同訓練実施した。海保からは第八管区海上保安本部、巡視船「きそ」・「あさま」・「ほたか」、巡視艇「あおい」が参加し、重要施設等に向かう不審船を想定し、共同追跡・監視訓練、停船措置訓練、情報共有訓練を実施した。
現在は、第2ミサイル艇隊に所属し、定係港は舞鶴である。

## ギャラリー

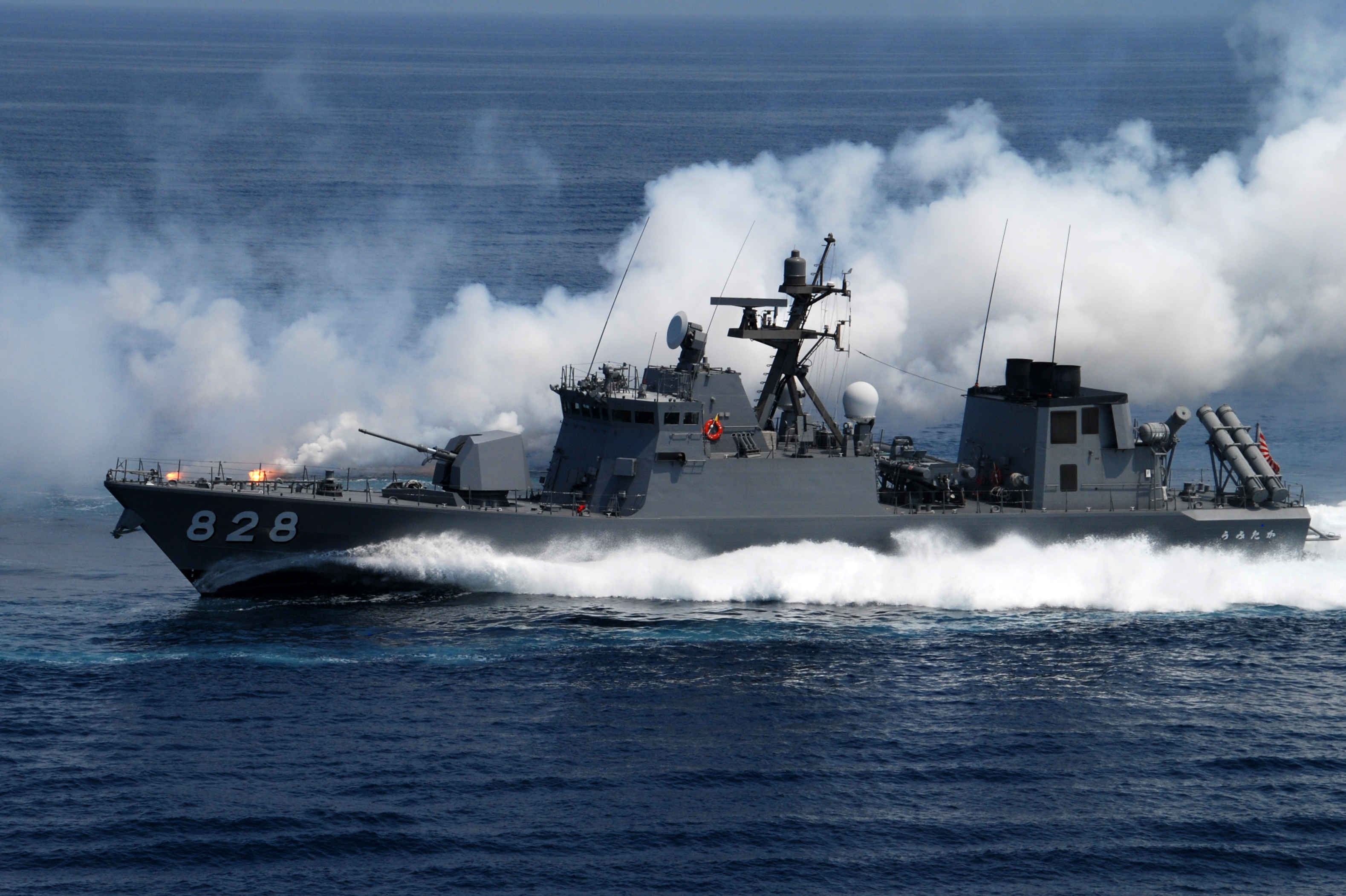
僚艦のIRデコイを尻目に高速航行する「うみたか」
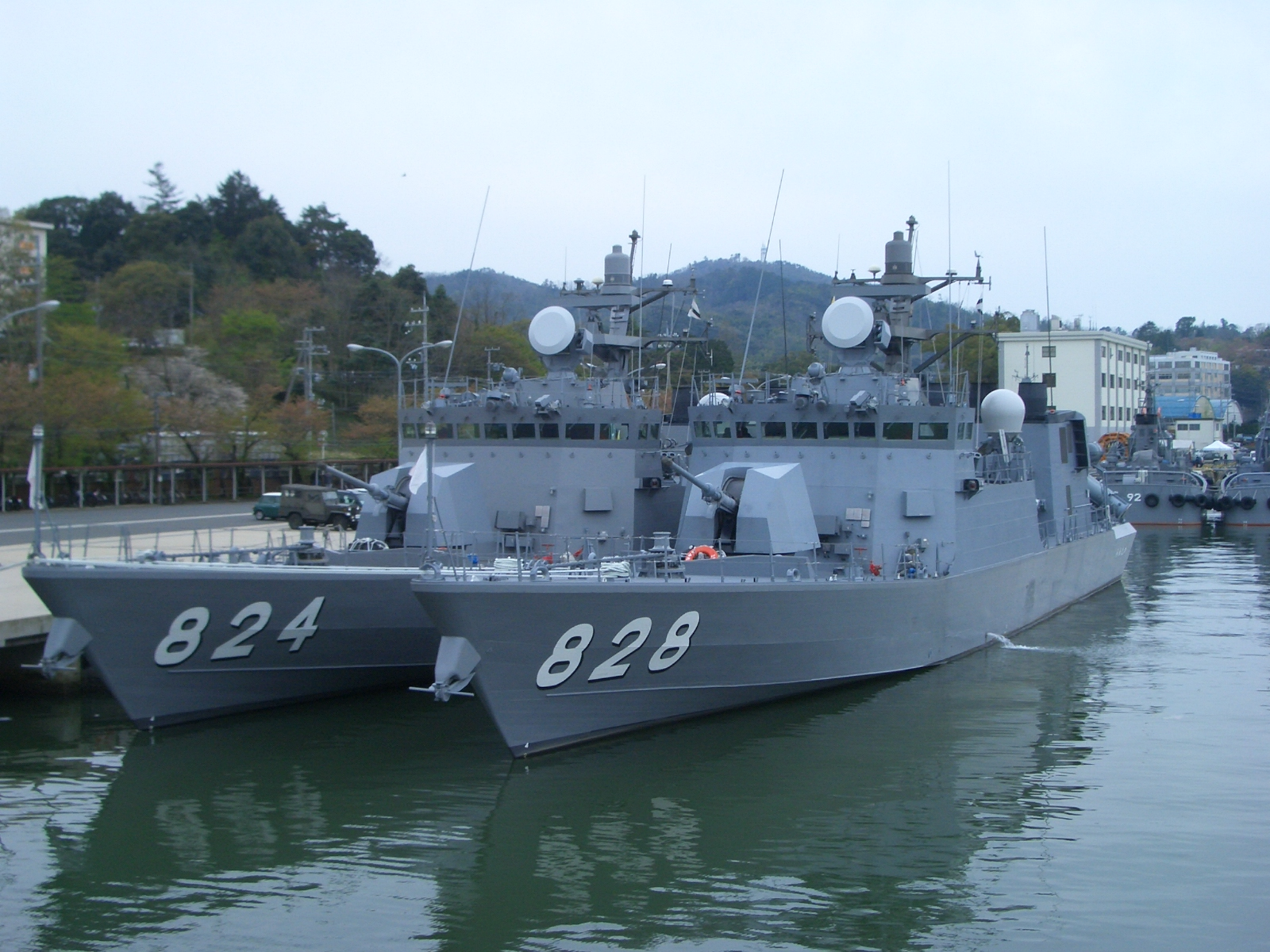
舞鶴基地にて（「はやぶさ」と横抱き係留中）
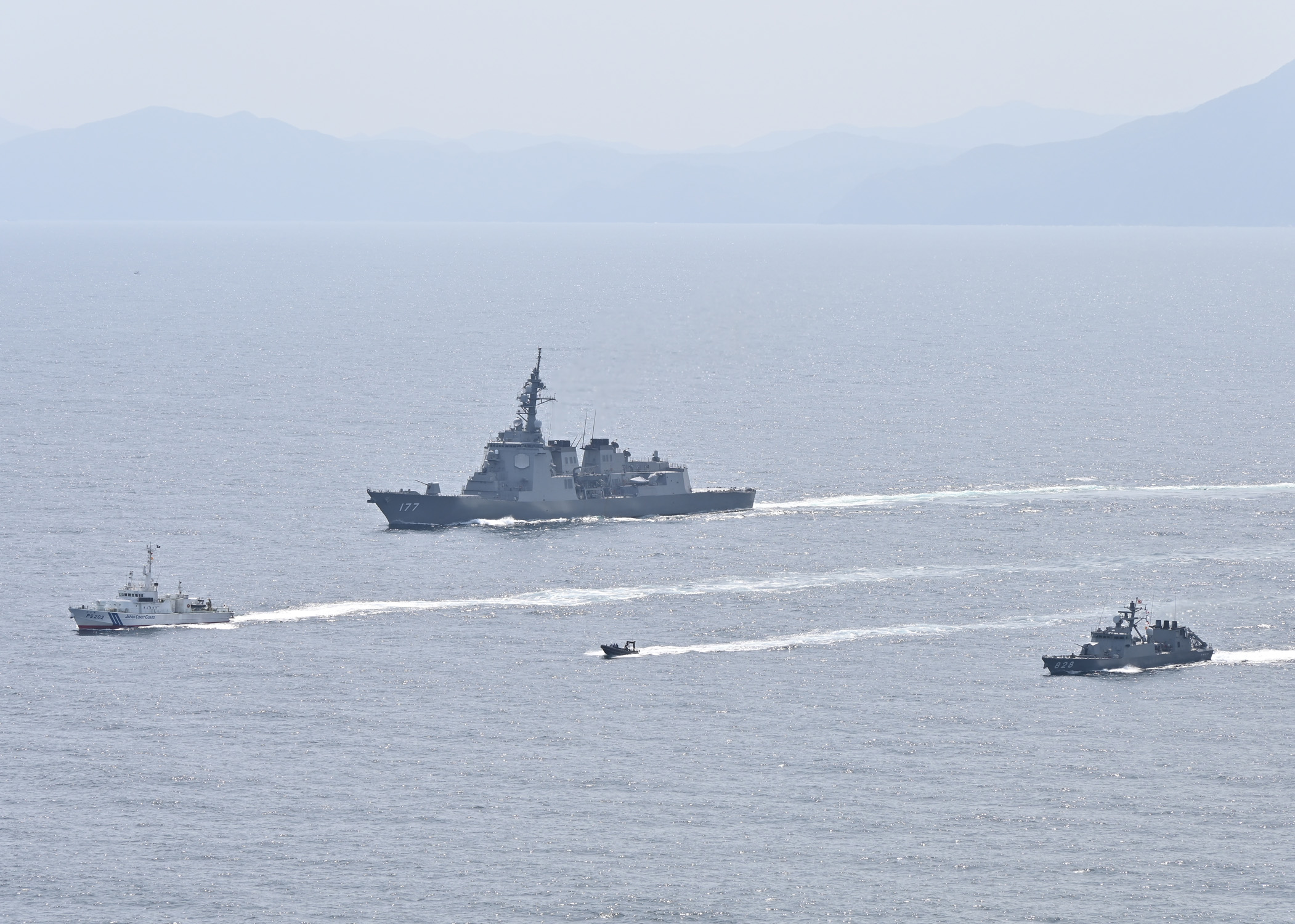
海上保安庁との共同訓練
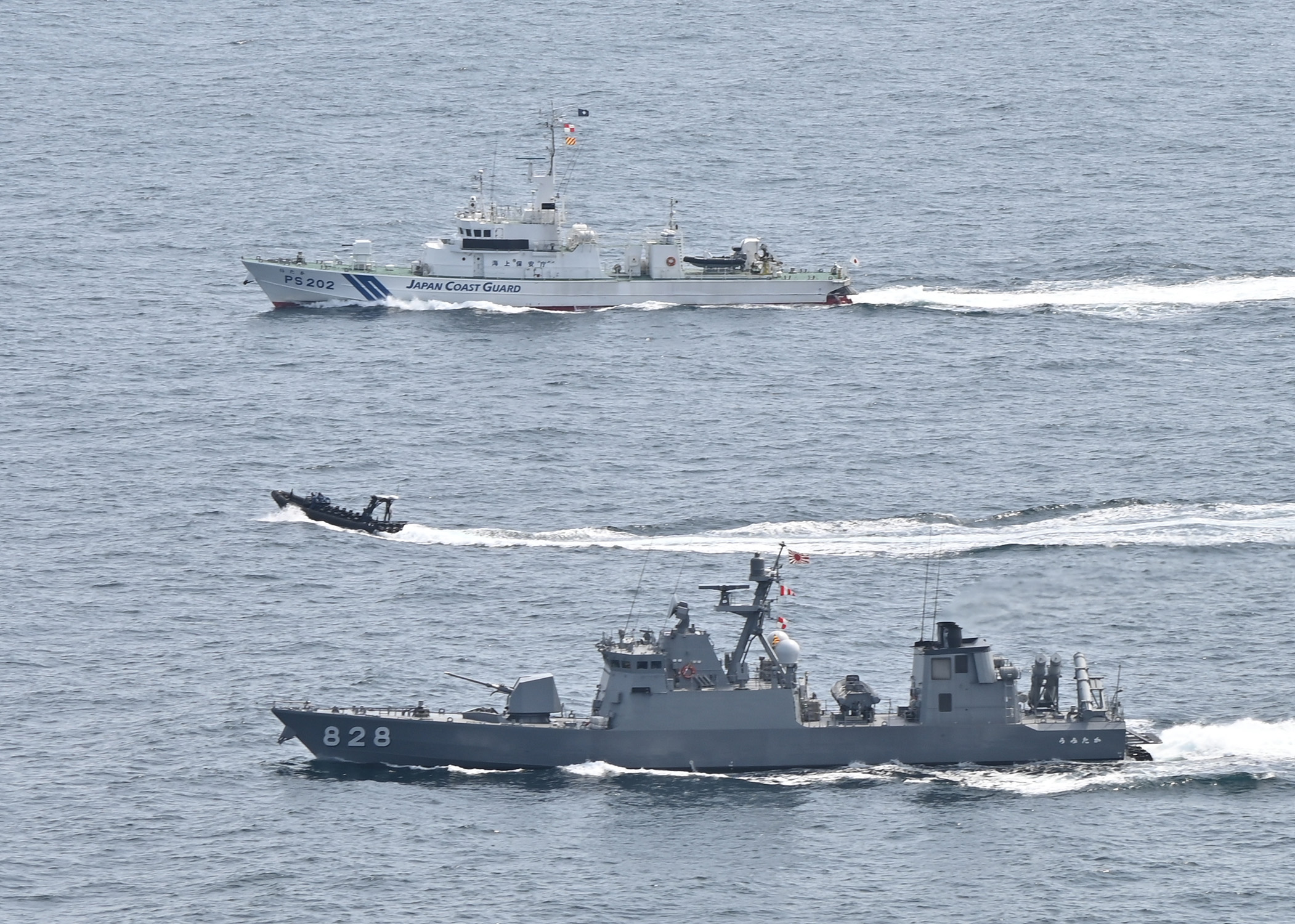
「うみたか」と海上保安庁巡視船「ほたか」